# Vincent Thomas Bridge
Il Vincent Thomas Bridge è un ponte lungo 460 metri che attraversa il porto di Los Angeles, in California, collegando il quartiere di San Pedro a Terminal Island. Il ponte, parte della strada statale SR47 (State Route 47), è stato aperto nel 1963 e intitolato al deputato di San Pedro Vincent Thomas, che ne caldeggiò la costruzione.

## Fama
- Il ponte compare in diversi film, tra cui in varie sequenze di Vivere e morire a Los Angeles (1985), nelle inquadrature finali di Arma letale 2 (1989) e in Fuori in 60 secondi (2000) e Charlie's Angels (2000).
- Il 26 ottobre 1990, il tuffatore statunitense (medaglia di bronzo alle Olimpiadi del 1964) Lawrence Andreasen rimase ucciso saltando dalla torre ovest del ponte (111 metri) nel tentativo di stabilire un nuovo record di tuffo[2], tra l'altro già mancato nel precedente tentativo,[3] risalente al 1988, da 49 metri dal Gerald Desmond Bridge (a qualche km dallo stesso Vincent Thomas Bridge).
- Il 19 agosto 2012, il regista britannico Tony Scott si è suicidato lanciandosi dal ponte[4].